# هربرت ال. آندرسون
هربرت ال. آندرسون (انگلیسی: Herbert Lawrence Anderson؛ زاده ۲۴ مه ۱۹۱۴ درگذشته ۱۶ ژوئیه ۱۹۸۸) یک فیزیک‌دان اهل ایالات متحده آمریکا بود.